# Kosta Pećanac
Konstantin "Kosta" Milovanović Pećanac (Servisch: Константин "Коста" Миловановић Пећанац) (Deçan, 1879 – Nikolinac (Sokobanja), 5 mei of 6 juni 1944) was een Servisch Četnik commandant (Woiwode ) gedurende de Balkanoorlogen, de Eerste Wereldoorlog en de Tweede Wereldoorlog. Tijdens de Balkanoorlogen en de Eerste Wereldoorlog streed hij voor het Servische leger. Tussen de oorlogen door maakte hij zich sterk voor veteranen en was hij een bekende tegenstander van de Joegoslavische Communistenbond.
Gedurende de Tweede Wereldoorlog collaboreerde Pećanac met de Duitsers. Na een tijd realiseerden de Duitsers zich dat de 8.000 manschappen van Pećanac inefficiënt en onbetrouwbaar waren. Ook de toenmalige Servische regering had geen vertrouwen in de manschappen. In maart 1943 werd de eenheid ontbonden en Pećanac gevangen genomen. In mei of juni 1944 werd hij vermoord.

## Levensloop
Kosta Milovanović werd geboren in een dorpje nabij de gemeente Deçan in het jaar 1879. Zijn vader was een bewaker van het klooster Visoki Decani. In 1883 werden zijn ouders vermoord tijdens een aanval geleid door Albanezen. Hij ging toen wonen bij zijn oom in Durakovac dicht bij Peć.
In 1892 arriveerde hij in Servië en werkte vanaf zijn veertiende als huursoldaat. Op zijn 21e werd hij opgeroepen voor zijn dienstplicht. Later werkte hij ook als korporaal bij de grenswacht. Om onbekende reden werd hij ontslagen; hij werd vervolgens lid van de Četniks en kreeg aldaar de bijnaam "Pećanac", afgeleid van de plek waar hij was opgegroeid.

## Eerste Wereldoorlog
Met terugtocht van het Servische leger door Albanië kwam Pećanac in 1915 naar Korfoe met de restanten van het Servische leger.
In september 1916 werd hij per vliegtuig naar Mehana gestuurd om een guerrilla-opstand te ondersteunen die steun zou bieden aan een geallieerd offensief. Hij werkte samen met de lokale leiders van de rebellengroeperingen. Al snel ontstond er frictie tussen een van de leiders en Pećanac. Pećanacs enige doel was het ondersteunen van de geallieerden, wat niet het enige doel was van de rebellen. De rebellen wilden ook iets ondernemen tegen de aanwezige Bulgaarse troepen.
In februari 1917 rekruteerden de Bulgaren Servische burgers voor hun legers. Hierdoor ontstonden er hier en daar burgeropstanden. Pećanac werd als leider van de opstand gekozen. De opstand werd op 25 maart neergeslagen.
In april 1917 riep Pećanac zijn guerrillastrijders weer bijeen; hij viel een treinstation aan, vernielde een brug en plunderde een Bulgaars dorp nabij de grens. Hij verdween hierna weer in de bergen met zijn manschappen. Na een korte onderduiktijd lanceerde Pećanac een offensief en infiltreerde Oostenrijks-Hongaars bezet gebied. Hij bleef hier tot midden 1918. In deze tijd ontmoette hij Azem Galica, een Kosovaars Albanees legerleider, om een tegenaanval te organiseren.

## Interbellum
Pećanac was een prominent figuur binnen de Četnik-gemeenschap gedurende het interbellum. Hij werd door Nikola Pašić ingezet voor verschillende politieke missies. In 1932 werd hij voorzitter van het Četnik-comité. Een van zijn daden was om ook mensen die niet hadden gestreden in de Eerste Wereldoorlog als lid toe te laten. Hierdoor groeide het aantal leden naar 500.000. Pećanac was een bekende tegenstander van communisten, wat hem populair maakte onder conservatieven.

## Tweede Wereldoorlog
Pećanac werd kort voor de inval door nazi-Duitsland op het Koninkrijk Joegoslavië aangetrokken om een guerrillaoperatie uit te voeren en de zuidelijke gebieden van Servië, Macedonië en Kosovo te beschermen tegen pro-Bulgaarse en pro-Albanese rebellen. Hij kreeg hiervoor geld en troepen. Deze troepen bleven een legereenheid na de geslaagde invasie van de Duitsers, en Pećanac mocht het bevel blijven voeren. Hij voerde onder andere acties uit tegen partizanen.
Terwijl hij afspraken maakte met de Duitsers ontving Pećanac op 18 augustus 1941 een brief van Draža Mihailović met het verzoek om een overeenkomst te bereiken die inhield dat Pećanac de Četniks ten zuiden van de Westelijke Morava zou controleren, terwijl Mihailović de Četniks in alle andere gebieden zou controleren. Pećanac weigerde dit verzoek en stelde voor dat hij Mihailović de functie van stafchef zou aanbieden en dat de detachementen van Mihailović zichzelf zouden ontbinden en zich bij zijn detachementen voegen. Ondertussen had Pećanac de overdracht geregeld van enkele duizenden van zijn Četniks naar de Servische Gendarmerie (gewapende politie) om op te treden als Duitse hulporganisaties.
De Duitsers ontdekten al snel dat de eenheden van Pećanac inefficiënt, onbetrouwbaar en voor weinig militaire doelen inzetbaar waren. De troepen kwamen regelmatig in botsing met andere Duitse hulporganisaties. De Duitsers en de marionettenregering begonnen hen in september 1942 te ontbinden, en op één eenheid na waren ze tegen het einde van 1942 ontbonden. Het laatste detachement werd ontbonden in maart 1943. Pećanacs volgelingen werden verspreid over andere Duitse troepen, Duitse arbeidseenheden of kwamen in krijgsgevangenkampen. Velen deserteerden om zich bij Mihailović aan te sluiten. Er is niets bekend over de activiteiten van Pećanac in de maanden die volgden, behalve dat hij op enig moment werd geïnterneerd door de Servische marionettenregering.

## Overlijden
Het hoe en wat van de dood en gevangenschap van Pećanac is nooit met zekerheid vast komen te staan. Er is een bron die aangeeft dat hij op 5 mei 1944 is vermoord en een andere bron geeft aan dat hij op 6 juni 1944 werd vermoord.